# Rob Stephenson (Offizier)
John Robin Greenwell „Rob“ Stephenson, CBE, ist ein britischer Offizier im Ruhestand.

## Leben
Stephenson hat einen Master in Defence Studies des King’s College London. Nachdem er eine Kadettenausbildung an der Royal Military Academy Sandhurst absolviert hatte, wurde er am 8. August 1987 als Second Lieutenant des Parachute Regiment in die British Army übernommen. Mit dem Regiment hatte er mehrere Einsätze in Nordirland unter der Operation Banner, aber auch Überseeeinsätze, darunter in Bosnien und Herzegowina, Nordmazedonien, dem Irak, Afghanistan und Nordafrika. Stephenson war auch Stabsoffizier im Ministry of Defence und dem Foreign and Commonwealth Office. Am 30. Juni 2014 wurde er in den Rang eines Colonel und zuletzt am 31. Dezember 2018 zum Brigadier befördert. Ab dem Jahr 2018 war er stellvertretender Kommandeur des NATO Special Operations Headquarters. Interimistisch führte er das Kommando vom 21. Januar bis zum 15. Oktober 2021, als Antonio M. Fletcher das Kommando übernahm. Am 1. Oktober 2022 schied er aus dem Armeedienst aus.
Im Rahmen der Birthday Honours 2010 wurde Stephenson als Officer des Order of the British Empire ausgezeichnet und im Rahmen der Birthday Honours 2022 zum Commander desselben Ordens erhoben.